# Lliura xipriota
La lliura xipriota (en grec κυπριακή λίρα, kipriakí lira, o, simplement, λίρα, lira; en turc Kıbrıs lirası o, simplement, lira) fou la moneda oficial de Xipre fins a la seva substitució definitiva per l'euro a començament del 2008. El codi ISO 4217 era CYP, i l'abreviació £C. També es coneixia com a lira xipriota, pel nom que rebia en les dues llengües oficials de l'illa.
Es va introduir el 1879. Fins al 1960 valia igual que la lliura esterlina i es dividia en 20 xílings (σελίνι selini / s¸ilin). De tota manera, a diferència de la lliura esterlina, es dividia en nou piastres (γρόσια grósia / kurus¸), amb què s'establia un lligam amb la moneda anterior, el kurus¸ turc. El 1955, Xipre va adoptar el sistema decimal i la lliura es va passar a dividir en 1.000 mils (μίλς mils / mil), divisió fraccionària que es va canviar per 100 cèntims (σέντ sent / sent) el 1983. Darrerament, les monedes de mils ja no tenien valor legal. Emesa pel Banc Central de Xipre (Κεντρική Τράπεζα της Κύπρου Kentrikí Tràpeza tis Kíprou / Kıbrıs Merkez Bankası), en el moment de la seva substitució per la moneda comuna europea en circulaven monedes d'1, 2, 5, 10, 20 i 50 cents i bitllets d'1, 5, 10 i 20 lliures.
El 2 de maig del 2005 la lliura xipriota va entrar al mecanisme europeu de taxes de canvi ERM II, segons el qual una lira equivalia a 0,585274 EUR. Aquesta taxa de canvi fou considerada definitiva el 7 de desembre del 2007 i la lira maltesa fou reemplaçada per l'euro el primer de gener del 2008.
Abans de la seva substitució per l'euro, era la cinquena unitat monetària de valor més alt del món.